# Qu Yuan
Qu Yuan (ca. 340 f.Kr. - 278 f.Kr.) var en kinesisk forfatter og allegori-digter.